# ميناء عبد الله
ميناء عبد الله منطقة من مناطق محافظة الأحمدي في الكويت، وهو ميناء نفطي يقع جنوب العاصمة ب 45كم، وقد سمي بهذا الاسم نسبة إلى الشيخ عبد الله السالم الصباح الذي أسس الميناء في عهده.